# ناهد حسين
ناهد حسين (؟ - توفيت يوم 4 يونيو 2019)، هي ممثلة مصرية، تخرجت في المعهد العالي للفنون المسرحية عام 1979. كانت بدايتها مع التمثيل في سبعينيات القرن الماضي. ويعتبر المسرح هو بداية ظهورها، حيث شاركت في مسرحية «عش المجانين». تنوعت أعمالها الفنية ما بين مسلسلات درامية وسهرات تلفزيونية، وأيضًا الأفلام السينمائية. مثلت أمام الفنان فريد شوقي في فيلم «قضية عم أحمد». وهي شقيقة الفنانة رجاء حسين.

## وفاتها
توفيت يوم 4 يونيو 2019 وشيع جثمانها صباح يوم 5 يونيو، أول أيام عيد الفطر المبارك، في مسجد الرحمن الرحيم بطريق صلاح سالم، ودفنت بمقابر العائلة بالبساتين.

## من أعمالها

### أفلام
- قضية عم أحمد (فيلم) (1985).

### مسلسلات
- يوميات ونيس (مسلسل) (1995).
- زيارة ودية (مسلسل) (1979).
- ضمير أبلة حكمت (مسلسل) (1991).
- ريش على ما فيش بالألوان (مسلسل) (1978).
- الذين يحترقون (مسلسل) (1977).
- المتهمة (مسلسل) (1972).
- القضية 512 (مسلسل)

### المسرح
- الثعلب في الملعب (مسرحية) (1994).
- عائلة عصرية جدا (مسرحية) (1992).
- ليلة القبض على بابا (مسرحية) (1990).
- عفوا زوجتي العزيزة (مسرحية) (1990).
- الملاحيس (مسرحية) (1989).
- تلامذه اخر زمن (مسرحية) (1988).
- أولاد الشوارع (مسرحية) (1987).
- افتح المحضر (مسرحية) (1986).
- المشخصاتية (مسرحية) (1971).
- إزاي الصحة (مسرحية)
- ثلاث جميلات والحب (مسرحية)
- تلاعبني ألاعبك (مسرحية) (1985).
- هات وخد (مسرحية) (1985).
- عش المجانين (مسرحية) (1979).
- يا بخت الأطرش (مسرحية) (1978).
- الهاربان (مسرحية)
- عازب و 3 عوانس (1972).[4]

## روابط خارجية
- ناهد حسين على موقع الدهليز
- ناهد حسين على موقع قاعدة بيانات الأفلام العربية